# Скотт Спір
Скотт Спір (англ. Scott Speer; 5 червня 1982, Сан-Дієго, штат Каліфорнія, США) — американський режисер-кліпмейкер.

## Кар'єра
У 23 роки він підписав контракт з HSI Productions, і в 2006 році Спірр здобув премію MVPA за режисерський дебют року для музичного відео «Stars» групи Switchfoot. 2007 року він виграв вперше у MTV Video Music Awards в Мексиці, за свою роботу з «Bella Traicion» мексиканською поп-сенсацією Белінди. Він зробив кілька кліпів для Белінди. У червні 2007 року він керував створенням DVD для зірки Шкільного мюзиклу Ешлі Тісдейл. У DVD Дещо про Ешлі включено «He Said She Said», «Not Like That», і «Suddenly». 2009 року він знову допомагає створювати музичні кліпи для Ешлі Тісдейл «It's Alright, It's OK» та «Crank It Up» з альбому Guilty Pleasure. На додаток до режисури, Скотт працює над фільмом Beat. 2010 року Скотт працює на LXD в епізоді «Дует». Скотт керувати створенням «Крок вперед 4», що вийшов 2012 року. У квітні 2012 року Скотт випустив книгу під назвою «Безсмертне місто».

## Особисте життя
Скотт протягом усієї музичної кар'єри Ешлі Тісдейл зустрічався з нею. Він був продюсером майже всіх кліпів Ешлі, тому у середині 2009 року вони почали зустрічатися, але наприкінці 2011 року вони розірвали свої стосунки. А вже навесні 2012 року Ешлі Тісдейл і Скотт Спір знову почали зустрічатися, але на початку 2013 року вони остаточно розійшлися.

## Відеографія
2005
- Switchfoot — «Stars»

2006
- Five Speed — «The Mess»
- Teddy Geiger — «For You I Will (Confidence)»
- Eric Church — «How 'Bout You»
- Sanctus Real — «I'm Not Alright»
- Paris Hilton — «Nothing In This World»
- Belinda — «Ni Freud, Ni Tu Mamá»

2007
- Eric Church — «Guys Like Me»
- Belinda — «Bella Traición»
- Belinda — «Luz Sin Gravedad»
- Ashley Tisdale — «He Said She Said»
- Ashley Tisdale — «Suddenly»
- Ashley Tisdale — «Not Like That»
- The Veronicas — «Hook Me Up»
- Belinda — «If We Were»
- Aly & AJ — «Like Whoa»
- Бренді Карлайл — «The Story»

2008
- Belinda — «See A Little Light»
- Luigi Masi — «The Look»
- Big Boi featuring Andre 3000 and Raekwon — «Royal Flush»
- Джордін Спаркс — «Tattoo»
- Paula Abdul — «Dance Like There's No Tomorrow»
- David Archuleta — «A Little Too Not Over You»
- Blake Shelton — «She Wouldn't Be Gone»

2009
- Jessica Harp — «Boy Like Me»
- Ashley Tisdale — «It's Alright, It's OK»
- V Factory — «Love Struck»
- Ashley Tisdale — «Crank It Up»
- Parachute — «Under Control»

2010
- Charice featuring Iyaz — «Pyramid»
- Jason Derülo — «Ridin' Solo»
- Orianthi — «Courage»
- The LXD episode «Duet»

## Фільмографія
- 2018: Опівнічне сонце
- 2018: Статус: Update
- 2018: Я все ще бачу тебе